# Blue Archive
Pour les articles homonymes, voir Archive.
Blue Archive ( japonais : ブルーアーカイブ ; coréen : 블루 아카이브   ) est un jeu de rôle développé par Nexon Games (anciennement NAT Games), une filiale de Nexon. Il est sorti en 2021 sur Android et iOS, édité d'abord au Japon par Yostar et dans le monde plus tard cette année-là par Nexon. Le jeu est gratuit avec des mécanismes de jeu gacha comme moyen d'obtenir de nouveaux personnages. Une adaptation en série télévisée animée intitulée Blue Archive The Animation a été annoncée.
Le joueur et protagoniste est un enseignant (appelé Sensei par les personnages) qui a été invoqué dans la ville académique de Kivotos par la présidente du Conseil général des étudiantes, un comité extrajudiciaire régissant les différentes académies. À la suite de la disparition soudaine de la présidente, l'activité criminelle augmente à Kivotos et le joueur est chargé par les membres restants du Conseil de résoudre les problèmes et d'aider à rechercher la présidente.

## Gameplay
Blue Archive est un jeu de rôle tactique  qui permet au joueur de former et de mobiliser des unités dans des formations comprenant jusqu'à six membres (deux "Specials" et quatre "Strikers") pour participer à diverses campagnes militaires. Les statistiques des étudiantes peuvent être améliorées de diverses manières, par exemple en augmentant leurs niveaux, leurs armes, leurs accessoires et leurs compétences. Plus d'étudiantes peuvent être recrutées via le système gacha en utilisant la monnaie du jeu, qui peut être achetée via des achats intégrés.
Les unités sont mobilisées sur une carte hexagonale au tour par tour et s'engagent dans la bataille lorsqu'elles interagissent avec un ennemi ou vice versa. Au combat, les Strikers avancent le long d'un chemin droit et rencontrent parfois des groupes d'ennemis. Les Strikers attaquent automatiquement et peuvent se cacher derrière des objets pour réduire leurs chances d'être touchées. Les Specials ne s'engagent pas dans les combats directs mais augmentent les statistiques des Strikers et les soutiennent depuis l'arrière. Le joueur n'a généralement aucun contrôle sur les batailles, à l'exception de l'activation des compétences des étudiantes qui nécessitent la dépense de Skill Cost, points se régénérant avec le temps. Les étudiantes et les ennemis ont tous deux des types d'attaques et de défenses à base de pierre-papier-ciseaux, qui déterminent leurs forces et leurs faiblesses. Les étudiantes sont secourues par un hélicoptère et ne peuvent plus participer aux batailles suivantes si elles perdent toute leur santé.

## Histoire

### Univers
Blue Archive se déroule dans la mégalopole académique de Kivotos, qui a été créée par l'union de milliers d'académies. La ville est divisée en districts pour la plupart indépendants et la plus haute entité est la présidente du Conseil général des étudiantes, un comité fédéral, qui gouverne la ville depuis la tour du Sanctum, ayant accès au registre de toutes les étudiantes. Avant les événements du jeu, la présidente invoque le personnage incarné par le joueur, un enseignant appelé Sensei, pour être le conseiller de Schale, une organisation extrajudiciaire créée par la présidente elle-même. Elle disparaît ensuite soudainement et mystérieusement, ce qui provoque une augmentation de l'activité criminelle et de la présence militaire dans la ville.

### Synopsis
Sensei est réveillé par une membre du Conseil général des étudiantes mais les explications de cette dernière sont interrompues par quatre étudiantes venues signaler des problèmes survenus dans leurs académies respectives. Les six partent pour le bâtiment de Schale pour transférer l'accès aux données de la tour du Sanctum au Conseil général des étudiantes. Une fois arrivés, Sensei reçoit une tablette et, après qu'une IA reconnaisse l'autorité de Sensei, l'autorisation de l'utilisation de la tour a été restaurée au Conseil général des étudiantes et à Schale.
L'histoire se découpe ensuite entre plusieurs types : l'histoire principale, les histoires des différents clubs étudiants, les histoires provenant d'évènements temporaires et enfin les histoires de relations, débloquées en augmentant le niveau de relation avec les différents personnages.

## Développement
Yostar a annoncé le jeu mobile et a organisé des tests en bêta fermés pour la version Android en juillet 2021. Initialement prévu pour une sortie en 2020, la sortie du jeu a ensuite été déplacée au 4 février 2021,. Une version anglaise du jeu a été annoncée en août 2021, dépassant le million de préinscriptions avant sa sortie. Blue Archive est sorti dans le monde entier le 8 novembre de la même année  par Nexon.